# Mosvik
Mosvik ist eine Halbinsel im norwegischen Fylke Trøndelag.

## Geografie
Die Halbinsel Mosvik liegt am Nordende des Trondheimsfjordes und wird im Norden vom Verrasund begrenzt. Im Osten trennt sie der Skarnsund, über den die 1010 Meter lange Skarnsundbrua führt, von der Halbinsel Inderøya. Im Südosten trennt sie der Nordviksund von der Nachbarinsel Ytterøy.
Die höchste Erhebung von Mosvik ist das Hårfjellet mit 551 Metern Höhe am nordwestlichen Ende der Halbinsel an der Grenze zwischen den Kommunen Inderøy und Indre Fosen.
Auf der Halbinsel liegt der See Meltingvatnet, der eine Fläche von 8,61 km² einnimmt und als Speicher für das Mosvik kraftverk dient. Der Fluss Mossa, der den See vom nordöstlichen Ende entwässert wurde beim Bau des Wasserkraftwerkes 1984 stark reguliert und führt heute erheblich weniger Wasser, als vor der Regulierung. Dadurch verschwand ein Großteil des Lachsbestandes, der früher im Fluss zu finden war. Als Teil der Konzessionsauflagen setzen die Betreiber des Kraftwerkes jährlich 20  000 Jungfische in den unteren, weniger regulierten Teil des Flusses auszusetzen um so den Lachsbestand am Leben zu halten.

## Bevölkerung
Der Großteil der Bevölkerung lebt im Ostteil der Halbinsel. Die größte Ortschaft ist Mosvik mit 280 Einwohnern (Stand Januar 2020) Des Weiteren finden sich kleinere Ortschaften entlang des Beitstadfjordes im Norden und des Trondheimsfjordes im Süden, sowie um den See Meltingvatnet. Die Bevölkerungszahlen sind seit Jahren leicht rückläufig.

## Infrastruktur

### Verkehr
Mosvik ist durch den Fylkesvei (Provinzstraße) 755 über die Skarnsundbrücke mit Inderøy und der Europastraße 6 verbunden. In westlicher Richtung verläuft die Straße weiter über den südlichen Teil der Halbinsel Fosen bis nach Vanvikan von wo aus eine Fährverbindung nach Trondheim besteht. Im Norden verläuft der Fylkesvei 6918 entlang des Verrasundes.

### Wirtschaft
Mosvik ist zu 63 % von Nutzwald bedeckt und folglich ist die Forstwirtschaft wichtigster Wirtschaftszweig der Gegend. Die Wälder der Halbinsel werden zudem zur Jagd auf Elch und Reh genutzt. Daneben spielt die Viehwirtschaft und vor allem die Milchproduktion eine wichtige Rolle. Der wichtigste Grundbesitzer ist das Gut Vinje Bruk.
Mosvik hat zwei größere Industriebetriebe, die beide lokale Rohstoffe veredeln. Einer der Betriebe stellt Sperrholzplatten her, der andre veredelt Schlachtabfälle.
Ein bedeutender Anteil der Bevölkerung pendelt in die umliegenden Städte Trondheim, Levanger, Steinkjer und das in Fosen gelegene Leksvik.

## Geschichte
Etwa einen Kilometer südlich von Venneshamn am Skarnsund befinden sich die jungsteinzeitlichen Felsritzungen von Kvennavika. Dargestellt sind mehrere Heilbutte. Die Kommune gehörte in alter Zeit dem Frostathing an.

### Kommune Mosvik
1867 wurde die neue Mosvik og Verran kommune aus der heute zu Levanger gehörenden Kommune Ytterøy ausgegliedert. 1901 wurde die Kommune in Mosvik und Verran geteilt. Der zur Halbinsel Mosvik gehörende Teil von Verran wurde 1967 wieder mit Mosvik vereint. Der Sitz der Verwaltung war in der Ortschaft Mosvik. Das Gemeindewappen bestand aus zwei grünen Spitzen auf dem silbernen Grund, die die Forstwirtschaft als wichtige Einnahmequelle der Gemeinde symbolisierten und gleichzeitig den Buchstaben M formten. Am 1. Januar 2011 zählte Mosvik 814 Einwohner und hatte eine Fläche von 219 km². Zum 1. Januar 2012 wurde die Gemeinde mit Inderøy vereinigt.

## Persönlichkeiten aus Mosvik
- Molla Mallory (1884–1959), Tennisspielerin
- Petter Northug (* 1986), Skilangläufer
- Tomas Northug (* 1990), Skilangläufer
- Even Northug (* 1995), Skilangläufer